# 7人制ラグビー女子カナダ代表
7人制ラグビー女子カナダ代表（英語: Canada women's national rugby sevens team）は、国際大会に派遣される7人制ラグビーの女子カナダ代表チームである。
ワールドラグビーセブンズシリーズ、ラグビーワールドカップセブンズなどに出場している。

## 歴史
2013年のラグビーワールドカップセブンズで準優勝。
その後2015年、アムステルダムセブンズでワールドラグビーセブンズシリーズでの初優勝を果たし、2016リオ五輪では3位決定戦でイギリス代表を破って銅メダルを獲得。
さらに2024パリ五輪では決勝で7人制女子ニュージーランド代表に敗れて銀メダル。

## 成績

### 夏季オリンピック
| 年   | ラウンド      | 順位 | 試 | 勝 | 負 | 分 |
| ---- | ------------- | ---- | -- | -- | -- | -- |
| 2016 | 3位決定戦勝利 | 3    | 6  | 4  | 2  | 0  |
| 2021 | 予選敗退      | 9    | 5  | 3  | 2  | 0  |
| 2024 | 準優勝        | 2    | 6  | 4  | 2  | 0  |
| 計   | 優勝 0 回     | 3/3  | 17 | 11 | 6  | 0  |

### ワールドカップ
| 年   | ラウンド       | 順位 | 試 | 勝 | 負 | 分 |
| ---- | -------------- | ---- | -- | -- | -- | -- |
| 2009 | プレート準優勝 | 6    | 6  | 3  | 3  | 0  |
| 2013 | カップ準優勝   | 2    | 6  | 4  | 2  | 0  |
| 2018 | 準々決勝敗退   | 7    | 4  | 2  | 2  | 0  |
| 2022 | 準々決勝敗退   | 6    | 4  | 2  | 2  | 0  |
| 計   | 優勝 0回       | 4/4  | 20 | 11 | 9  | 0  |

### ワールドセブンズシリーズ
- 2012-2013シーズン - 3位
- 2013-2014シーズン - 3位
- 2014-2015シーズン - 2位
- 2015-2016シーズン - 3位
- 2016-2017シーズン - 3位
- 2017-2018シーズン - 4位
- 2018-2019シーズン - 3位
- 2019-2020シーズン - 2位[5]
- 2021-2022シーズン - 7位
- 2022-2023シーズン - 9位
- 2023-2024シーズン - 4位

## 直近大会の代表スコッド
パリ2024五輪代表スコッド
1. キャロライン・クロスリー
2. オリビア・アップス
3. アリシャ・コリガン
4. アシア・ホーガンロチェスター
5. クロエ・ダニエルズ
6. チャリティ・ウィリアムズ
7. フロレンス・シモンズ
8. カリッサ・ノーステン
9. クリシー・スカーフィールド
10. ファンシー・ベルムデス
11. パイパー・ローガン
12. ケヤラ・ウォードレイ